# Умољани
Умољани су насељено мјесто у општини Трново, Федерација БиХ, Босна и Херцеговина.

## Становништво
|             | 2013.       | 1991.        | 1981.         | 1971.         |
| Укупно      | 40 (100,0%) | 92 (100,0%)  | 245 (100,0%)  | 415 (100,0%)  |
| Бошњаци     | 40 (100,0%) | 92 (100,0%)1 | 244 (99,59%)1 | 411 (99,04%)1 |
| Југословени | –           | –            | 1 (0,408%)    | –             |
| Срби        | –           | –            | –             | 4 (0,964%)    |

1. 1 На пописима од 1971. до 1991. Бошњаци су пописивани углавном као Муслимани.